# Navoiy nemzetközi repülőtér
A Navoiy nemzetközi repülőtér (IATA: NVI, ICAO: UTSA) nemzetközi repülőtér Üzbegisztánban, Navoiy közelében.  Éves utasforgalma 65 000 fő (2019).

## Futópályák
A repülőtér futópályái:
- 07/25 (4000 m, beton)

## Forgalom
Az utasforgalom az elmúlt években az alábbi módon változott:
| 2019 | 65 000 |

## Légitársaságok és úticélok
2023-ban a Navoiy nemzetközi repülőtérről az alábbi járatok indulnak:

### Személy
| Légitársaság       | Célállomások                               |
| ------------------ | ------------------------------------------ |
| Red Wings Airlines | Moszkva-Domogyedovó                        |
| Rossiya Airlines   | Saint Petersburg                           |
| Ural Airlines      | Moszkva-Domogyedovó                        |
| Uzbekistan Airways | Moscow–Vnukovo, Saint Petersburg, Tashkent |

### Cargo
| Légitársaság             | Célállomások                                                                                              |
| ------------------------ | --- |
| Korean Air Cargo         | Basel/Mulhouse, Brüsszel, Hanoi, Milan–Malpensa, Seoul–Incheon, Tel Aviv, Bécs, Zaragoza                  |
| Uzbekistan Airways Cargo | Bishkek, Delhi, Dubai–International, Istanbul–Atatürk, Moszkva-Domogyedovó, Tehran–Imam Khomeini, Tianjin |
| Maersk Air Cargo         | Billundi repülőtér, Hangcsou                                                                              |